# Mausoleu de Khwaja Abu Nasr Parsa
El Mausoleu de Khwaja Abu Nasr Parsa (en persa: مزار خواجه ابو نصر پارسا, Ḫwāǧa Abū Naṣr-i Pārsā), ara Mesquita Khwaja, és un mausoleu i mesquita de la ciutat afganesa del nord, Balkh. El mausoleu el fundaren uns anys després de la mort de l'erudit sufí Khwaja Abu Nasr Parsa († 1460/61) en el període timúrida a la regió històrica de Khorasan. Aquest mausoleu, que es creà sota el patrocini del general Mir Sayyid Mazid Bahadur Arghun, probablement es trobava en males condicions a mitjan segle xvi. L'edificació voltada conservada (gonbad en persa, en àrab qubba) sobre una base octogonal amb un monumental pòrtic d'iwan i dos minarets, el van construir a la fi del segle xvi sota el govern dels xibànides, una dinastia uzbeka, segons fonts escrites i característiques d'estil. Això correspon a la inscripció més antiga de l'edifici, datada del 1597/98, pel príncep Xibanid i el donant ʿAbd al-Muʾmin, que degué planejar el mausoleu com un lloc d'enterrament per a ell i la família. Des de la fi del segle xvi fins a la del segle xvii, es van construir sis madrasses al voltant del mausoleu, i això convertí el districte en un centre d'educació religiosa. Un terratrèmol a la fi del segle xix degué ensulsiar la cúpula i els dos minarets. L'edifici fou restaurat el 1975-1976 i després del 2002, i ara és un monument cultural i una mesquita al parc central de la ciutat.
El sobrenom de Mesquita Verda (en persa: مسجد سبز :  سبز, Masgid-i sabz) el va rebre l'edifici sagrat en el segle xix.
És una de les poques restes del període timúrida conservat.

## Història
La classificació cronològica, funcional i historicoartística del santuari ha estat durant molt de temps divergent. Segons el context, es fa referència a l'edifici com un mausoleu o santuari (mazār), una mesquita, ocasionalment també com a col·legi islàmic  o madrassa, o centre sufí, tant en les fonts històriques com en diaris de viatge del segle xix, així com en estudis acadèmics del segle XX (chāneqāh), i han estat en desacord durant molt de temps sobre la data de la construcció, si en la dècada dels 1460, a la fi del segle xv o a la fi del XVI.

### Khwaja Abu Nasr Parsa
Khwaja Abu Nasr Parsa fou un xeic sufí de l'orde dels Naqxbandiyya i es va mantenir en la tradició espiritual del seu pare Khwaja Muhammad Parsa († 1420), del qual la cadena espiritual va passar per Ala ad-Din Attar († 1399) fins al fundador de l'orde, Baha-ud-Din Naqschband (1318-1389). Igual que el fundador de l'orde, Muhammad Parsa, un erudit reconegut, treballà a Bukharà en la difusió de l'orde. A diferència del pare, les fonts contemporànies només esmenten Abu Nasr com a hereu d'aquesta tradició, però no es coneixen pas escrits seus. Segons dos historiadors de la fi del segle xv, Abu Nasr va exercir un paper important com a dirigent religiós i mitjancer polític, i això explicaria la construcció de tan magnífic mausoleu.
Quant a les disputes de successió posteriors a la mort del príncep timúrida Ulugh Beg (1394-1449), Abul-Qasim Babur Mirza (r. 1447-1457) conquistà Balkh el 1447. En arribar a la porta de la ciutat, fou rebut per Abu Nasr, segons un relat escrit entre el 1465 i el 1471 per l'historiador persa Abd-ar-Razzagh Samarghandi (1413-1482). Abu Nasr, a qui l'historiador atorga el títol honorífic de xaikh al-Islam, sembla que era la figura principal de la ciutat en aqueix moment. A part d'Abd-ar-Razzagh, que descriu un altre incident, i de Muʿin ad-Din Isfizārī, que publicà una crònica d'Herat escrita el 1491/92, només una altra font de la fi del segle xv s'ha transmés amb referències a Abu Nasr. L'apreciació d'Abu Nasr en aqueix moment sorgeix d'aquestes fonts més o menys contemporànies. L'administració del mausoleu romangué en mans de la família Parsa durant vuit generacions i més de dos segles i mig fins a la fi del segle XVII.

### Història contemporània

L'edifici el 1975

El mausoleu ha estat restaurat i rehabilitat en més d'una ocasió.
L'edifici ha estat destacat des de la fi del segle xix, i fotografiat a la fi de la dècada dels 1910 i al 1924 per Alfred Foucher.
L'edifici fou buidat de les cases que l'envoltaven en la dècada dels 1930 i s'hi creà un parc municipal. La cúpula, danyada, fou reparada abans de la fi de la dècada dels 1930. El portal estava danyat al voltant del 1939, les parts superiors i els elements decoratius. La decoració de la cúpula es va refer entre el 1963 i el 1966. Una ala en cada costat, potser una mesquita i una madrassa, es van destruir llavors.
L'edifici, el va estudiar Galina Pougatchenkova. Una missió afganesoíndia en restaurà la decoració de les façanes el 1974-1975.
La guerra danyà part de la façana nord de l'edifici. Es va instal·lar una escola religiosa a mitjan dècada dels 1990. El 2004 se'n feu una nova restauració de les decoracions.

## Arquitectura
La part central del conjunt, que es va iniciar en la dècada dels 1460 en l'era timúrida i es va reconstruir sota el domini uzbek el 1596/97, és l'estructura de la cúpula. Fa 25,30 per 25,00 m amb les cantonades retallades. És una estructura octogonal irregular de dos pisos, sobre el centre dels quals s'eleva un alt tambor circular amb una cúpula de creueria. L'entrada principal al nord-est està precedida per un poderós mur portal amb un arc apuntat central i nínxols de dos pisos que el flanquegen, així com pintures florals de finals del segle xix. Els dos minarets redons laterals han perdut les parts altes. Hi ha una cripta subterrània cruciforme, igual que en el Mausoleu de Goharshad.
La façana i la cúpula estan decorades amb ceràmica; el portal té motius florals, igual que les columnes tortes que envolten el portal. Els murs interiors estan decorats amb mosaics i pintures refets al segle XIX. Les decoracions ceràmiques es disposen «sobre una reixeta de rajola col·locada de gaidó».

Com a lloc de soterrament, sembla que Khwaja Abu Nasrs té una tomba sense nom fora del portal. A dins, amb el mur de l'alquibla al sud-oest, és quadrat, amb nínxols en cada costat del mur. A la cripta de baix hi ha una tomba anònima que podria haver servit per a la família del donant Mir Mazid. La sala era un mausoleu (mazār) i, segons el mihrab (nínxol d'oració), també una mesquita (masjid).

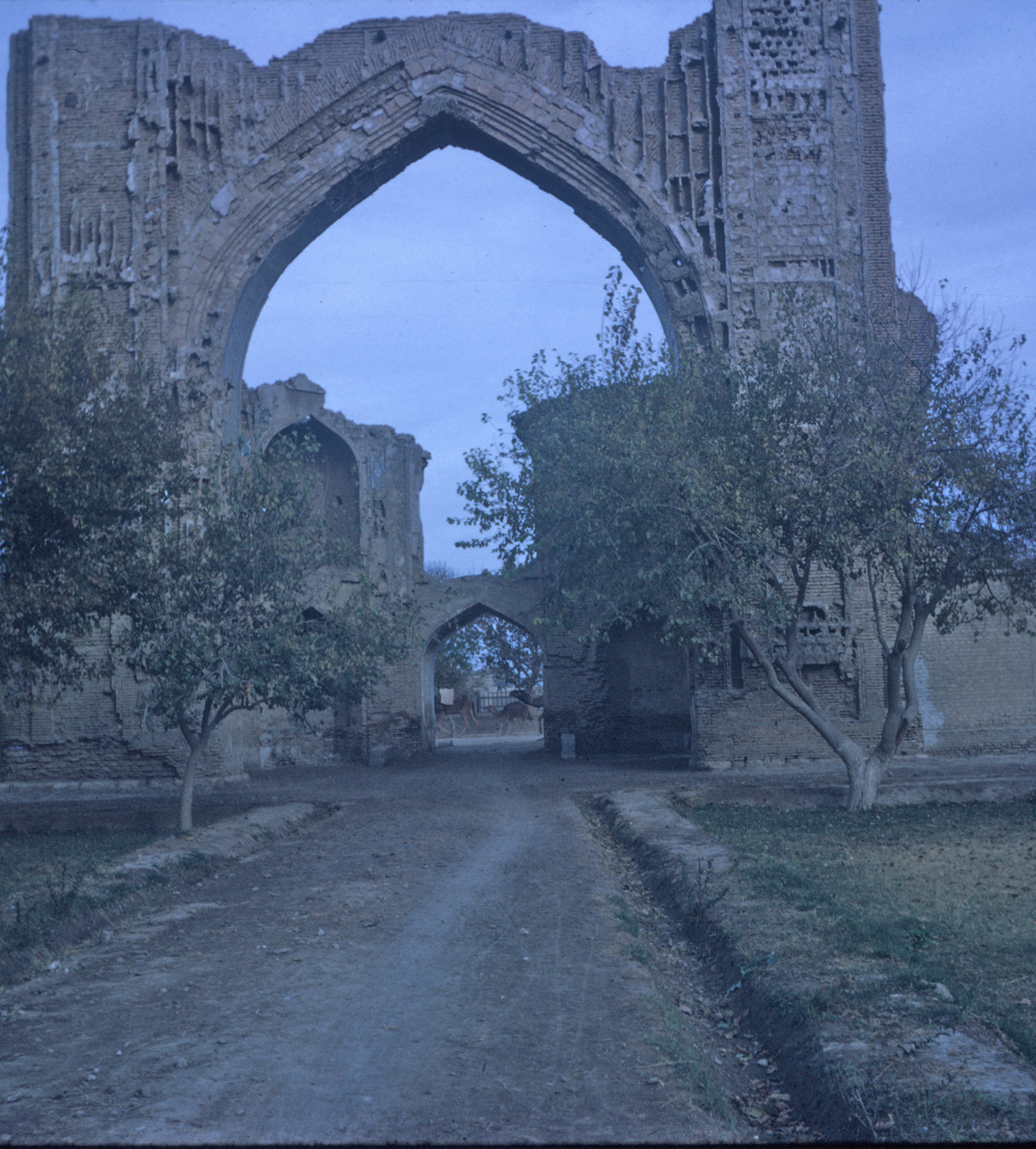
Arcs a l'entrada
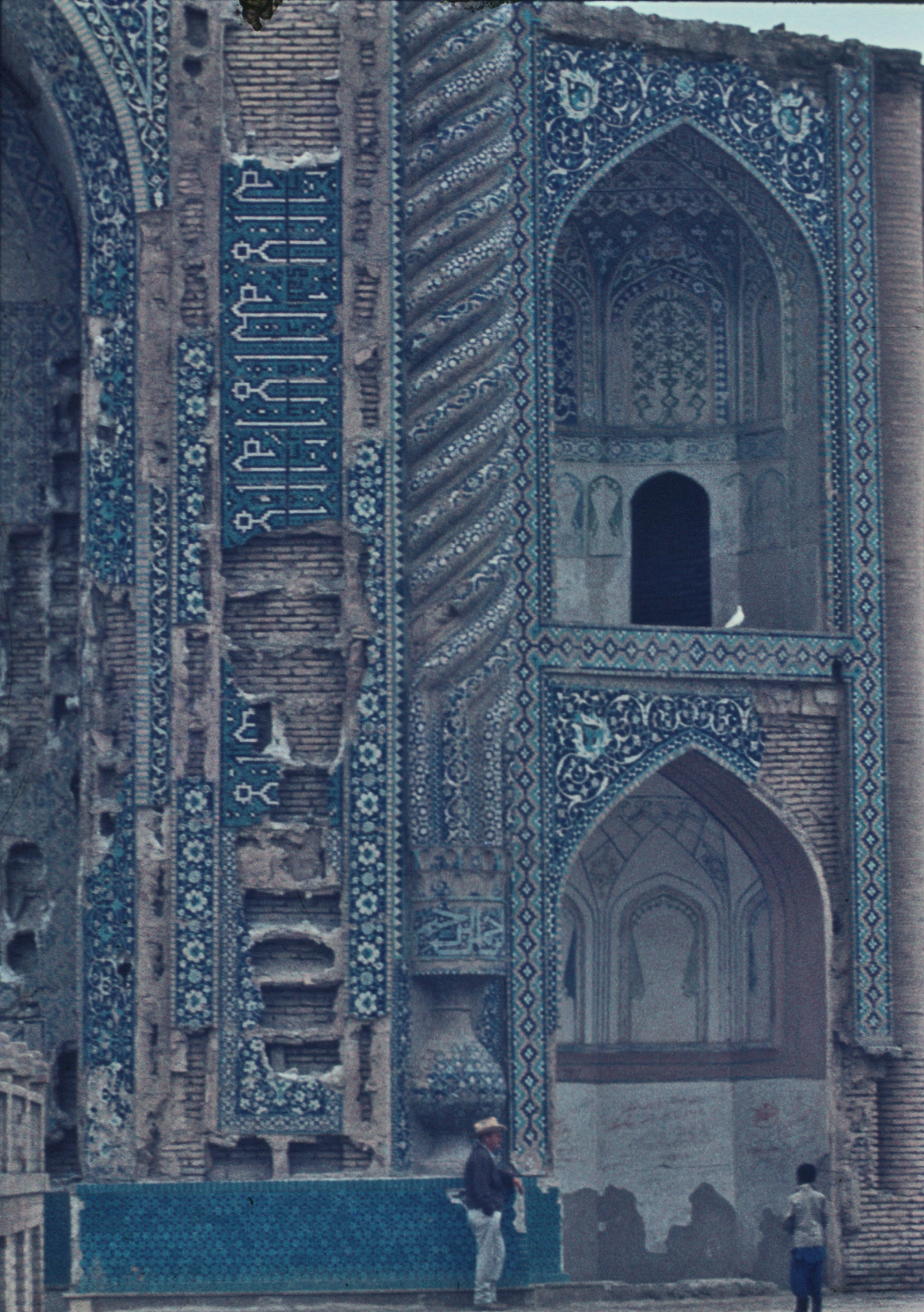
Entrada
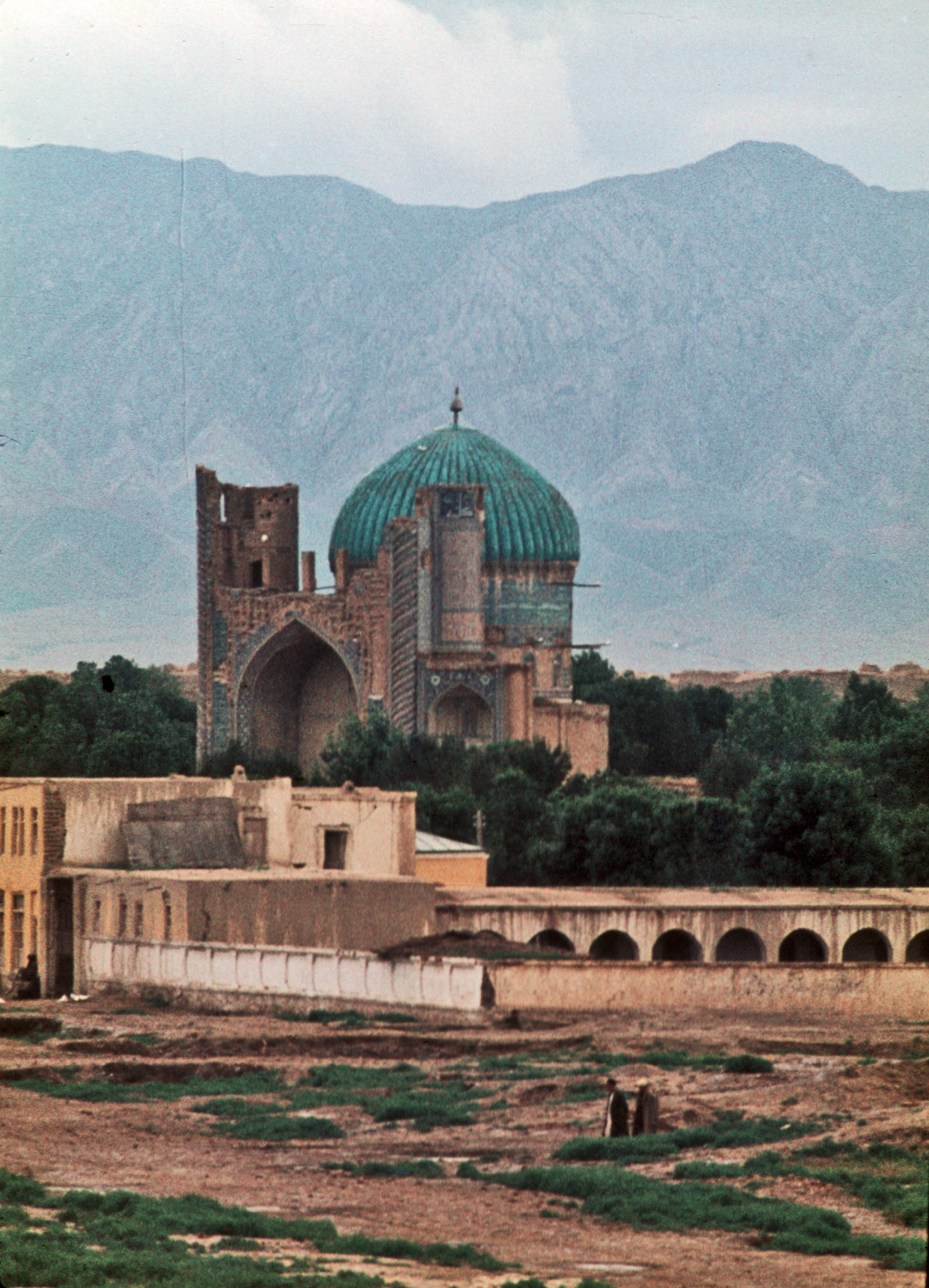
Vista
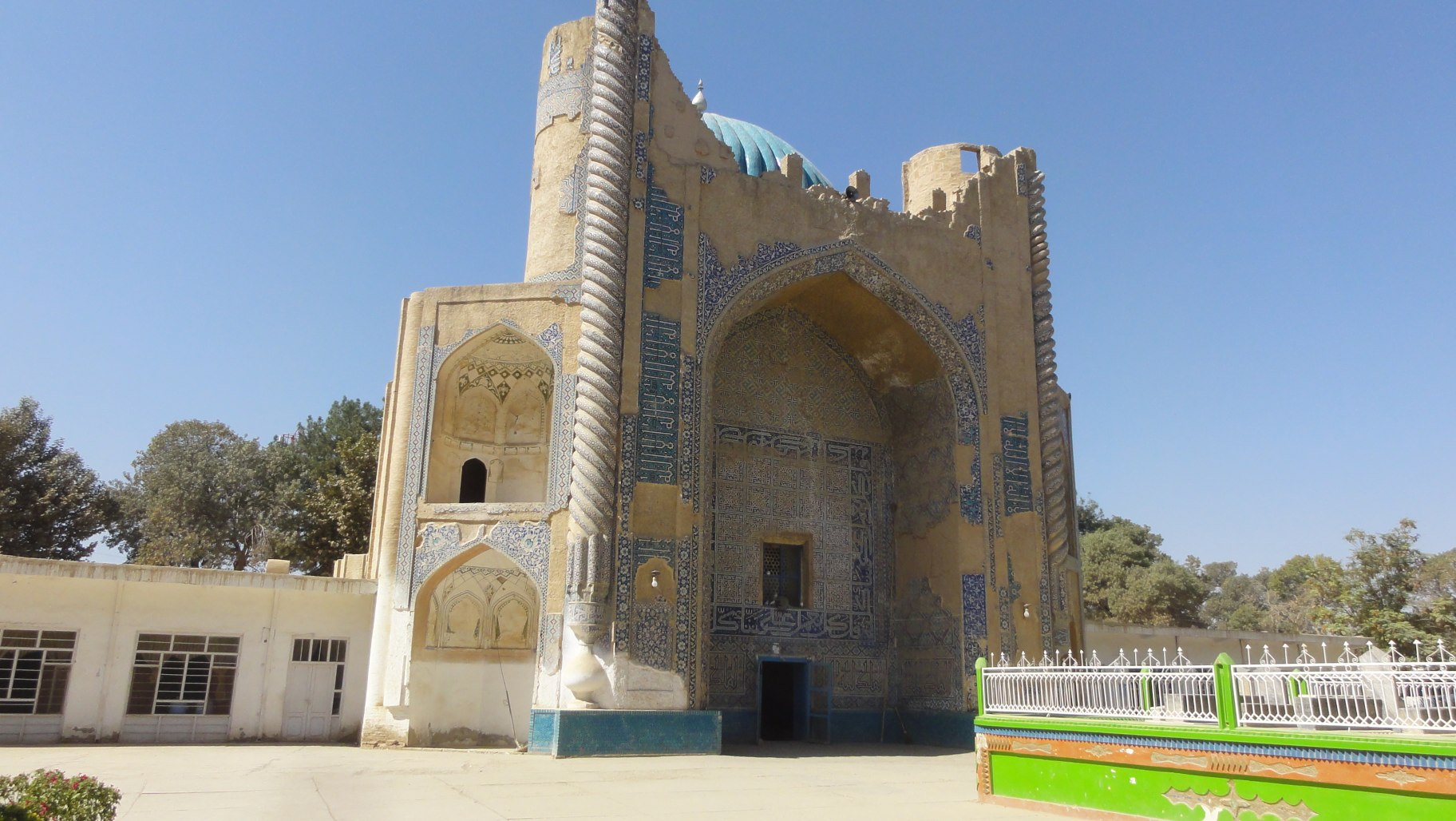
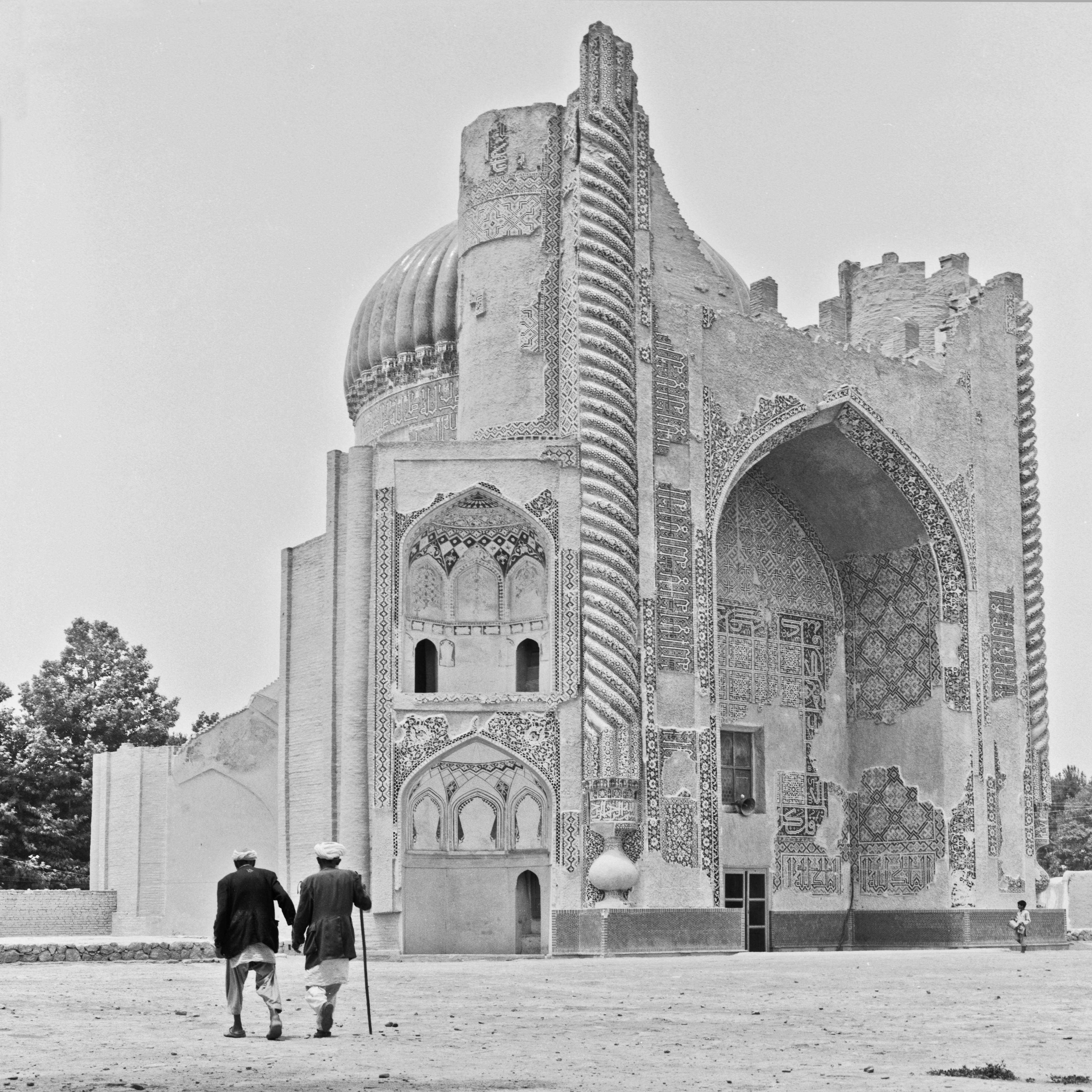
Al 1977
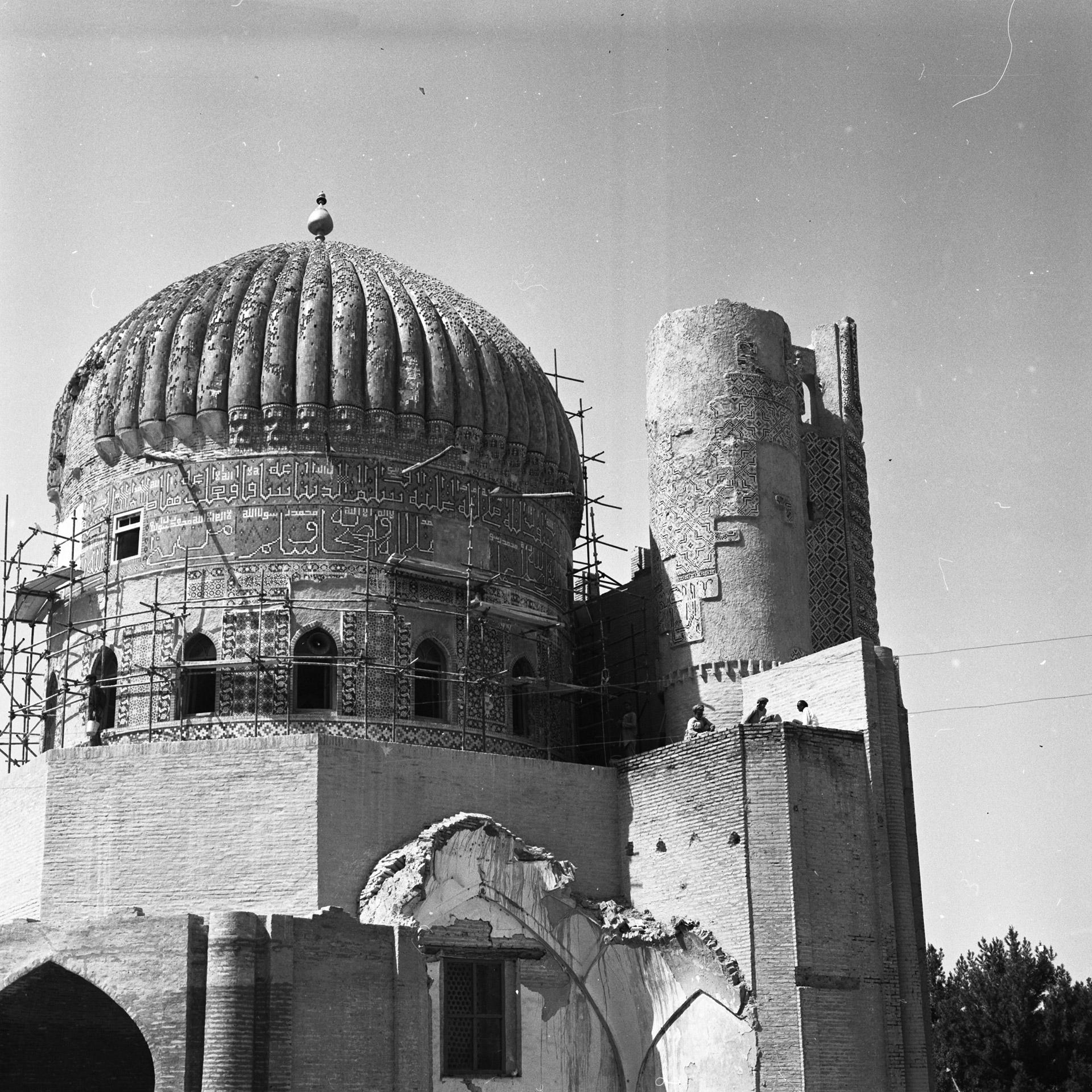
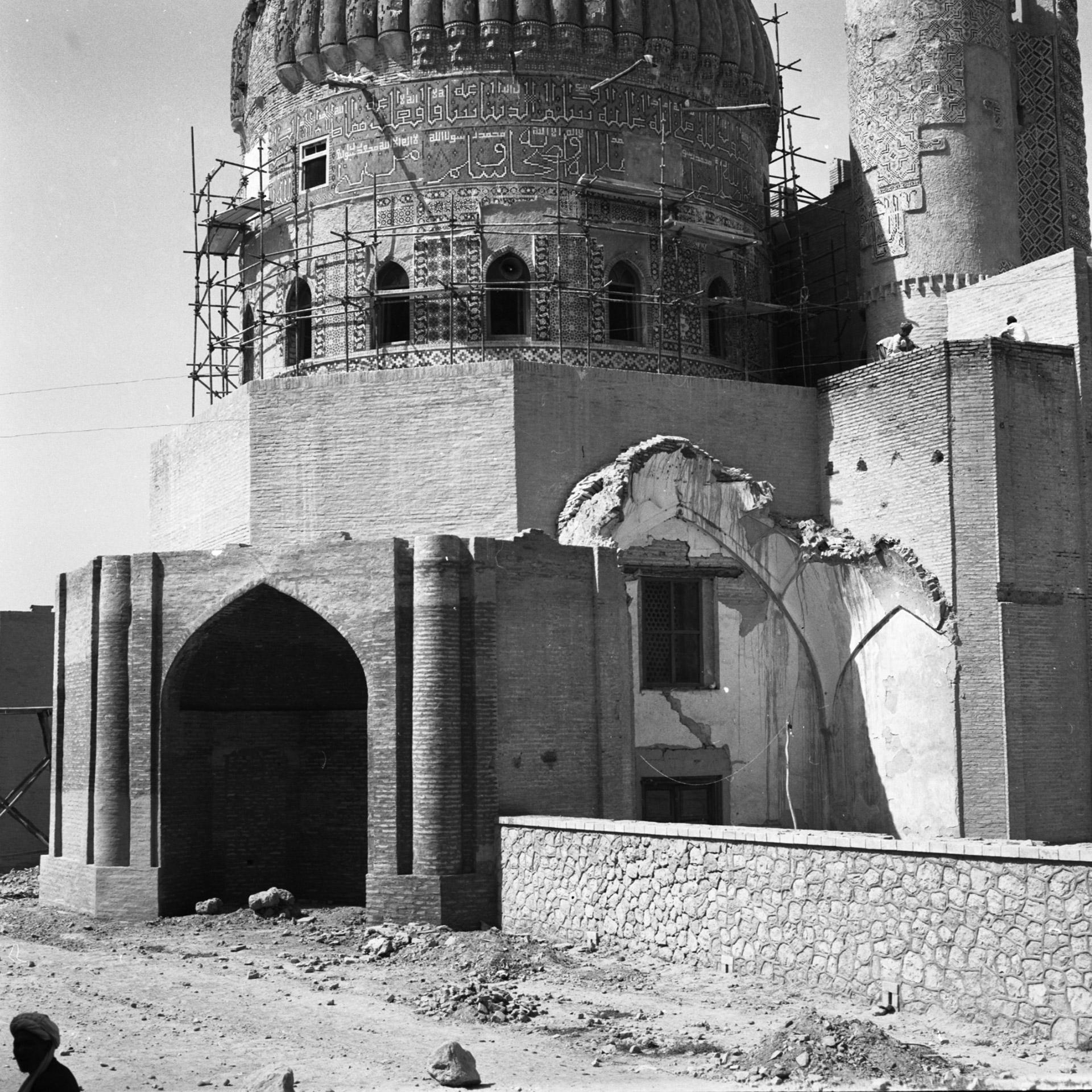